# Hans-Gert Pöttering

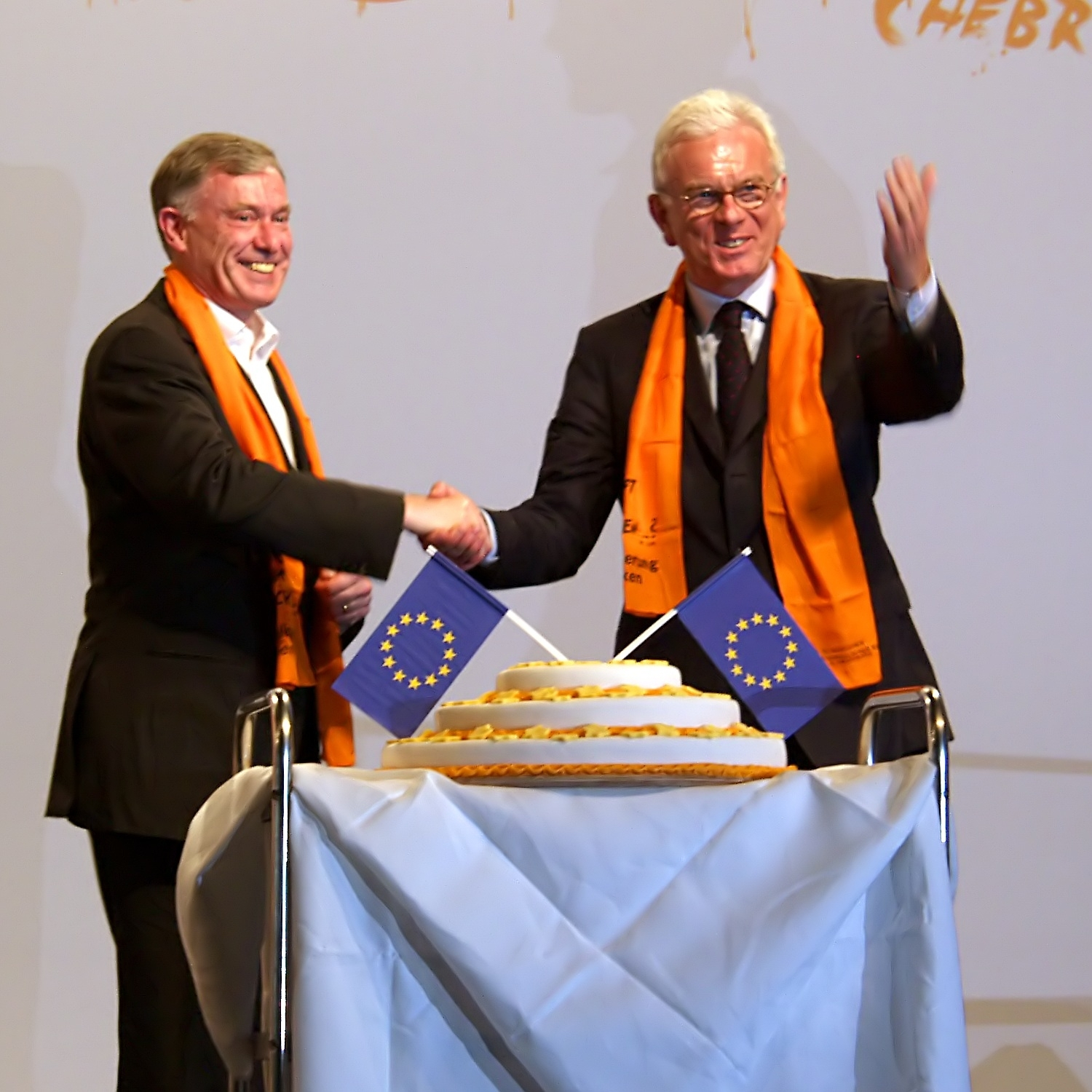
Hans-Gert Pöttering (po prawej) z prezydentem Niemiec Horstem Köhlerem w Kolonii (2007)

Hans-Gert Pöttering (ur. 15 września 1945 w Bersenbrücku) – niemiecki polityk, w latach 1979–2014 europoseł I, II, III, IV, V, VI i VII kadencji, w latach 2007–2009 przewodniczący Parlamentu Europejskiego.

## Życiorys
Studiował prawo, politologię i historię na Uniwersytecie w Bonn, Uniwersytecie w Genewie oraz na Columbia University w Nowym Jorku. W 1974 uzyskał stopień naukowy doktora, dwa lata później zdał państwowy egzamin prawniczy drugiego stopnia. W drugiej połowie lat 70. był pracownikiem naukowym, w 1989 został starszym asystentem na Uniwersytecie w Osnabrücku, a w 1995 profesorem honorowym.
W latach 1974–1980 pełnił funkcję rzecznika ds. polityki europejskiej w Junge Union, organizacji młodzieżowej Unii Chrześcijańsko-Demokratycznej. Od 1990 przewodniczy CDU w powiecie Osnabrück. W latach 1981–1991 stał na czele regionu ruchu Europa-Union w Dolnej Saksonii. W 1999 zasiadł w ścisłych władzach niemieckiej chadecji.
W 1979 po raz pierwszy został wybrany do Parlamentu Europejskiego. Mandat eurodeputowanego odnawiał w kolejnych wyborach w 1984, 1989, 1994, 1999 i 2004.
Od 1992 do 1992 przewodniczył Podkomisji ds. Bezpieczeństwa i Rozbrojenia. W latach 1999–2007 stał na czele grupy Europejskiej Partii Ludowej i Europejskich Demokratów. Od 16 stycznia 2007 do końca VI kadencji (tj. do 13 lipca 2009) był przewodniczącym Europarlamentu. W 2008 publicznie wezwał uczestników Letnich Igrzysk Olimpijskich w Pekinie do protestów podczas zawodów przeciwko łamaniu przez Chiny praw człowieka w Tybecie. Sam z tego powodu nie wziął udziału w ceremonii otwarcia.
W wyborach w 2009 Hans-Gert Pöttering po raz siódmy z rzędu uzyskał mandat europosła. W VII kadencji został członkiem Komisji Spraw Zagranicznych. Nie ubiegał się o ponowny wybór w 2014. W grudniu 2009 został wybrany na przewodniczącego Fundacji Konrada Adenauera. Funkcję tę sprawował w latach 2010–2017.

## Życie prywatne
Zamieszkał w Bad Iburg w powiecie Osnabrück. Jest katolikiem, ma dwóch synów.

## Odznaczenia i wyróżnienia
- Wielki Krzyż Zasługi Orderu Zasługi Republiki Federalnej Niemiec (2002)
- Wielki Krzyż Zasługi z Gwiazdą i Wstęgą Orderu Zasługi Republiki Federalnej Niemiec (2009)
- Wielka Odznaka Honorowa za Zasługi dla Republiki Austrii
- Wielka Złota Odznaka Honorowa za Zasługi dla Republiki Austrii (2002)[3]
- Wielki Order Królowej Jeleny (Chorwacja, 2006)[4]
- Order Krzyża Ziemi Maryjnej I klasy (Estonia, 2013)
- Komandor Legii Honorowej (Francja, 2009)[3]
- Krzyż Komandorski Orderu „Za Zasługi dla Litwy” (2013)
- Komandor Krzyża Wielkiego Orderu Trzech Gwiazd (Łotwa, 2009)
- Krzyż Komandorski z Gwiazdą Orderu Zasługi Rzeczypospolitej Polskiej (2011)[5]
- Krzyż Wielki Orderu Zasługi (Portugalia, 2009)[6]
- Order Księcia Jarosława Mądrego II klasy (Ukraina, 2008)[7]
- Krzyż Wielki Orderu Świętego Grzegorza Wielkiego (Watykan)[3]
- Kawaler Krzyża Wielkiego Orderu Zasługi Republiki Włoskiej (2007)
- Tytuł doktora honoris causa Uniwersytetu Opolskiego (2007)[8] i Uniwersytetu Warmińsko-Mazurskiego w Olsztynie (2008)
- Tytuł honorowego obywatela Opola (2014)[9]